# حیدر صباح
حیدر صباح (عربی: حيدر صباح حسن؛ زادهٔ ۱۵ مارس ۱۹۸۶) بازیکن سابق و مربی فوتبال اهل عراق است.
از باشگاه‌هایی که در آن بازی کرده‌است می‌توان به باشگاه فوتبال بغداد، باشگاه ورزشی اربیل، و باشگاه ورزشی الزورا اشاره کرد.
وی همچنین در تیم ملی فوتبال عراق بازی کرده‌است.